# Courbevoie
Courbevoie là một xã trong vùng đô thị Paris, thuộc tỉnh Hauts-de-Seine, vùng hành chính Île-de-France của nước Pháp, có dân số là 69.694 người (thời điểm 1999).

## Thông tin nhân khẩu
| 1946   | 1954   | 1962   | 1968   | 1975   | 1982   | 1990   | 1999   |
| ------ | ------ | ------ | ------ | ------ | ------ | ------ | ------ |
| 55 080 | 59 730 | 59 491 | 58 118 | 54 488 | 59 830 | 65 389 | 69 694 |

## Các thành phố kết nghĩa
- Forest, Bỉ
- London Borough of Enfield (London, Anh)
- Freudenstadt (Đức)

## Những người con của thành phố
- Céline (Louis-Ferdinand Destouches), (1894-1961), nhà văn
- Jacques-Henri Lartigue (1894-1986), nhiếp ảnh gia và họa sĩ
- Arletty (Léonie Bathiat) (1898-1992), nữ diễn viên
- Georges Limbour (1900-1970), nhà văn
- André Glory (1906-1966), cha trưởng tu viện và nhà khảo cổ
- Maurice Labro (1910-1987), đạo diễn
- Louis de Funès (1914-1983), diễn viên
- Michel Rocard (sinh 1930), chính trị gia
- Pierre Lagaillarde (sinh 1931), người đồng thành lập OAS
- Marc Blondel (sinh 1938), lãnh đạo công đoàn
- Michel Delpech (sinh 1946), ca sĩ
- Michel Blanc (sinh 1952), diễn viên và đạo diễn
- Olivier Jardé (sinh 1953), chính trị gia
- Philippe Candeloro (sinh 1972), vận động viên trượt băng nghệ thuật
- Stanick Jeannette (sinh 1977), vận động viên trượt băng nghệ thuật
- Guillaume Lacour (sinh 1980), vận động viên bóng đá